# Robsonella
Robsonella es un pequeño género de pulpos de la familia Octopodidae, que incluye dos especies descritas. Estos pulpos se encuentran en la costa centro-sur de Chile y presentan características morfológicas únicas que facilitan su identificación.

## Características
- Identificación: El primer diente lateral en la rádula de un pulpo del género Robsonella tiene forma de media luna, una característica que permite identificar a la especie Robsonella fontaniana.
- Morfología:
  - Tamaño muy pequeño, con longitudes del manto menores a 50 mm.
  - Piel rugosa.
  - Cada ojo posee una expansión carnosa.

## Distribución
- Robsonella fontaniana: Habita en aguas costeras de Chile, con un rango que se extiende desde el norte de Perú hasta el Golfo Nuevo en Argentina.[2]

## Especies
1. Robsonella fontaniana (*D'Orbigny, 1834 in 1834-1847*)[1]
2. Robsonella huttoni (Benham, 1943)